# Олд-Сейбрук-Сентер (Коннектикут)
Олд-Сейбрук-Сентер (англ. Old Saybrook Center) — переписна місцевість (CDP) в США, в окрузі Міддлсекс штату Коннектикут. Населення — 2278 осіб (2020).

## Географія
Олд-Сейбрук-Сентер розташований за координатами 41°17′12″ пн. ш. 72°21′29″ зх. д. / 41.28667° пн. ш. 72.35806° зх. д. (41.286632, -72.358179).  За даними Бюро перепису населення США в 2010 році переписна місцевість мала площу 7,46 км², з яких 5,11 км² — суходіл та 2,35 км² — водойми.

## Демографія
Згідно з переписом 2010 року, у переписній місцевості мешкало 2039 осіб у 922 домогосподарствах у складі 575 родин. Густота населення становила 273 особи/км².  Було 1049 помешкань (141/км²).
Расовий склад населення:
| - 92,7 % — білих - 3,9 % — азіатів - 1,1 % — чорних або афроамериканців - 1,2 % — осіб інших рас |

До двох чи більше рас належало 1,0 %. Частка іспаномовних становила 4,9 % від усіх жителів.
За віковим діапазоном населення розподілялося таким чином: 16,5 % — особи молодші 18 років, 54,9 % — особи у віці 18—64 років, 28,6 % — особи у віці 65 років та старші. Медіана віку мешканця становила 52,8 року. На 100 осіб жіночої статі у переписній місцевості припадало 89,0 чоловіків;  на 100 жінок у віці від 18 років та старших — 86,0 чоловіків також старших 18 років.
Середній дохід на одне домашнє господарство  становив 103 368 доларів США (медіана — 62 969), а середній дохід на одну сім'ю — 131 428 доларів (медіана — 102 574). За межею бідності перебувало 3,7 % осіб, у тому числі 0,0 % дітей у віці до 18 років та 5,2 % осіб у віці 65 років та старших.
Цивільне працевлаштоване населення становило 910 осіб. Основні галузі зайнятості: освіта, охорона здоров'я та соціальна допомога — 21,6 %, фінанси, страхування та нерухомість — 18,8 %, публічна адміністрація — 10,8 %, роздрібна торгівля — 10,4 %.